# سانت إيجيديو ديل مونتي ألبينو
سانت إيجيديو ديل مونتي ألبينو (بالكامبانية: San Gilje) هي بلدة وبلدية تقع في مقاطعة ساليرنو في منطقة كامبانيا بجنوب إيطاليا. تُعرف المدينة أيضًا باسمها المختصر سانت إيجيديو مونتالبينو.

## الجغرافيا
تقع المدينة عند سفح جبال مونتي لاتاري، وتحدها من الجوانب أنجري وكوربارا وباجاني وسان مارزانو سول سارنو وترامونتي.

## تاريخ
خلال العصر الروماني، تم بناء الفيلات وقنوات المياه في هذه المنطقة.
في القرن الثامن، لجأ الرهبان الذين فروا من نوتشيريا ألفاتيرنا إلى هذه المنطقة، حيث أسسوا دير سان نيكولا وسانت إيجيديو، الذي أصبح فيما بعد دير سانتا مادالينا في أرميليس.
منذ القرن الخامس عشر، كانت تُعرف المدينة باسم Universitas Sanctii Ægidii، وكانت جزءًا من Nocera dei Pagani. في نهاية القرن السادس عشر، انفصلت مدينة كوربارا عنها وأصبحت جامعة مستقلة. تأسست بلدية سانت إيجيديو في عام 1806، وفي عام 1928، أصبحت جزءًا من بلدية أنغري.
كان الشاعر والملحن أنييلو كاليفانو من سانت إيجيديو، وهو مؤلف الأغنية الشهيرة "O surdato 'nnammurato".

## المعالم السياحية الرئيسية
تشمل المعالم السياحية في المنطقة ما يُعرف بـ Fonte Helvius، وهو لوح من الرخام الروماني يصور الإله سارنوس، ويحتوي على نافورة تغذيها قناة مائية جوفية قديمة.